# Bumba (bóstwo)
Bumba – u Buszongo pierwotny i samoistny bóg, ojciec Njonje Ngany, Czongandy i Czedi Bumby, twórca słońca, księżyca, gwiazd, chrząszcza, krokodyla, orła czubatego, ryby, kozy, czapli białej, lamparta, żółwia i człowieka.